# Vasconcellea candicans

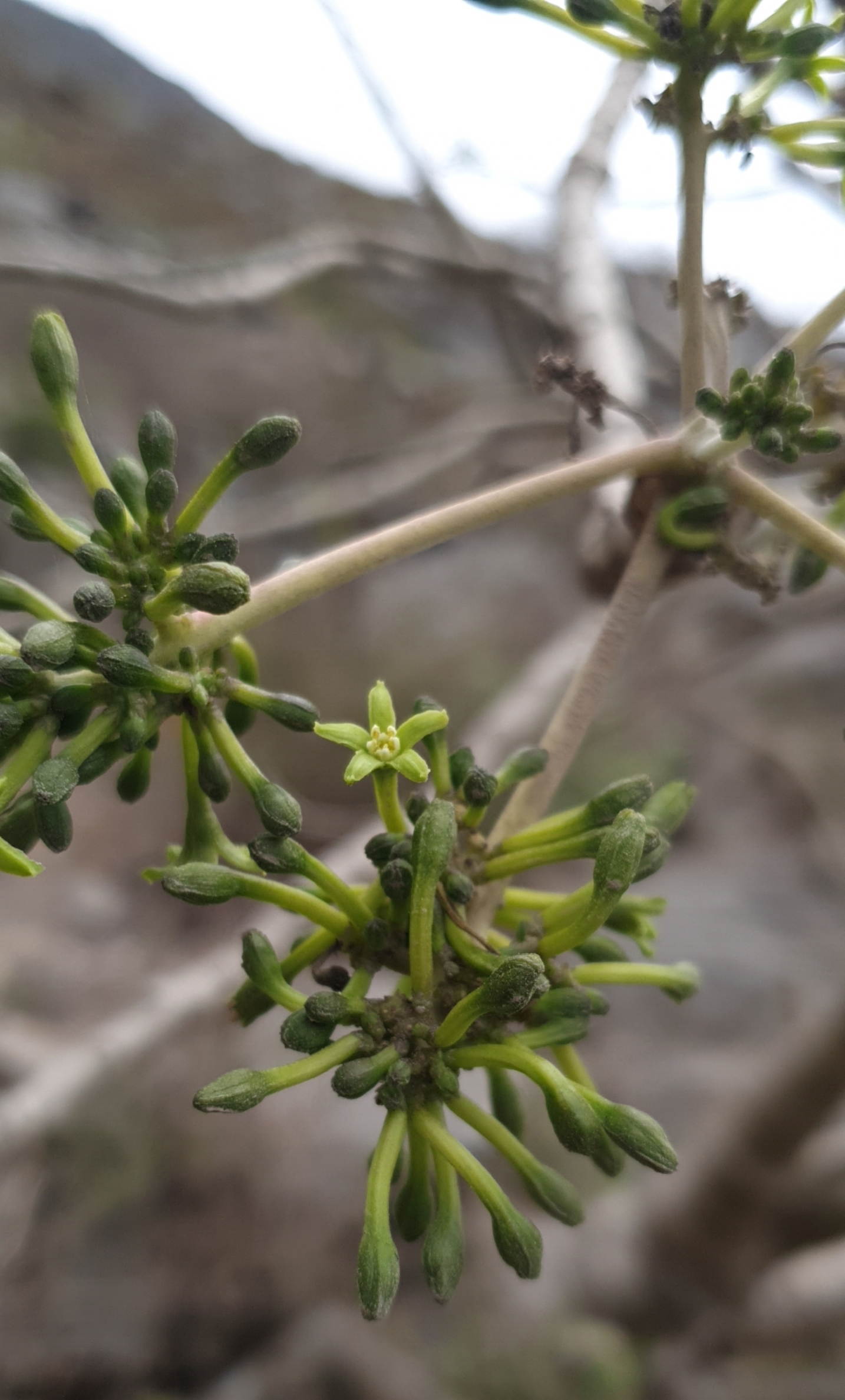
Inflorescencia masculina de Vasconcellea candicans

Vasconcellea candicans es un árbol o arbusto nativo de las laderas occidentales de los Andes en el sur de Ecuador y Perú. Su número se encuentra en disminución

## Descripción
Es un arbusto dioico pequeño o árbol de hasta 8 m de altura. Tiene hojas ovadas o casi redondeadas, con una base ligeramente cordada, margen completo o a veces sinuosamente dentado y ápice obtuso o agudo; palmeado veteado; glabro arriba, peludo debajo.
La inflorescencia masculina es un pequeño cimo con muchas flores; pequeño cáliz de 5 o 7 lóbulos; 5- o 7- corola lobulada; estambres el doble que los lóbulos de la corola, con anteras lineales oblongas. Las flores son de color verdoso a púrpura. Las flores femeninas suelen ser solitarias o hasta en grupos de tres, colgantes, verdosas a rojizas en su parte externa, campanuladas, con 5-7 pétalos adheridos en la parte superior y ápices recurvados hacia arriba . El fruto es elipsoidal, verde amarillo en la madurez, 10-18 x 4-6 cm; con muchas semillas. 

## Nombres vernáculos
Chungay (en Ecuador).
Mito, uliucana, jerju, odeque (en Perú).

## Usos

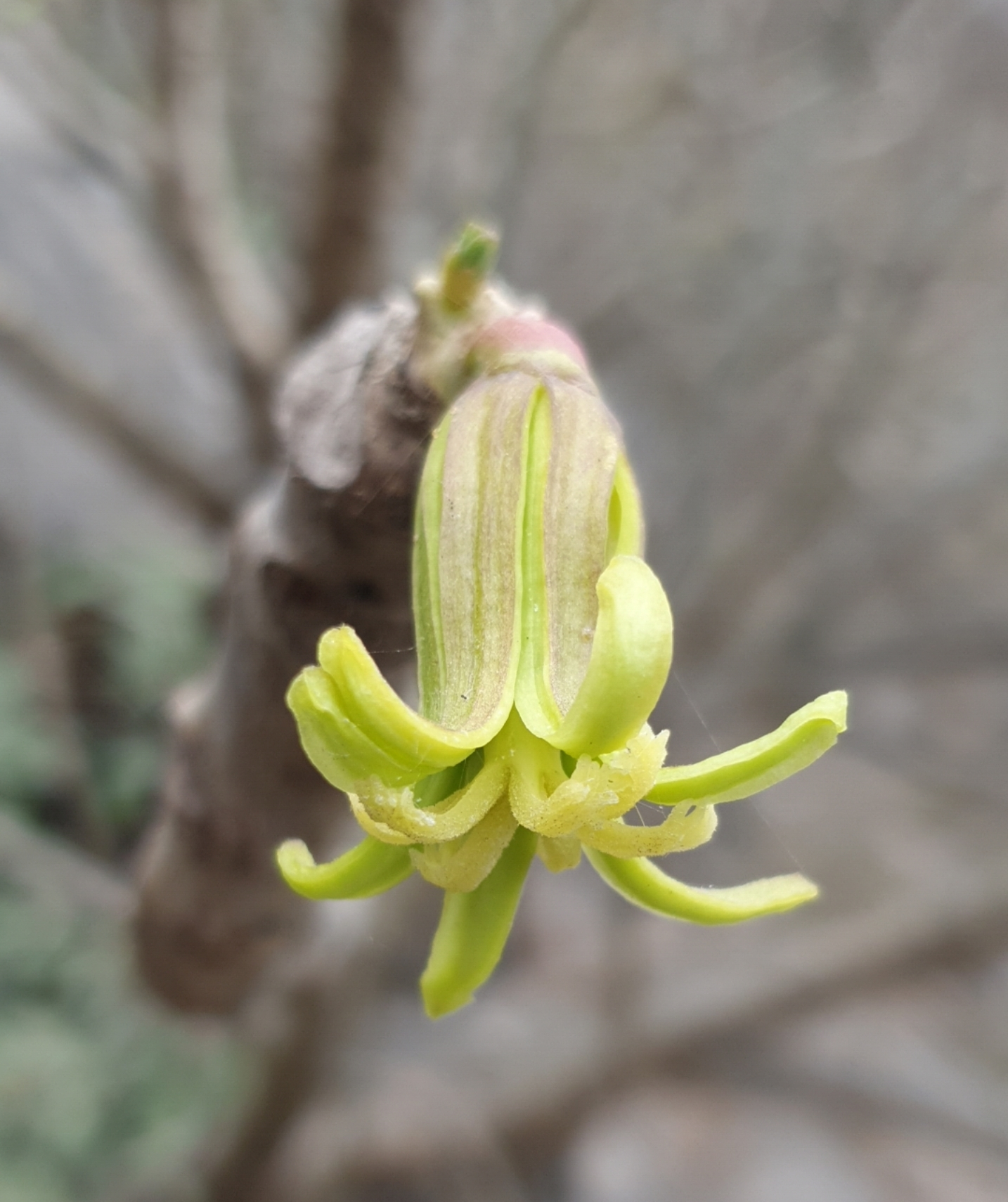
Flor femenina de Vasconcellea candicans en la Loma del Lúcumo, Lima, Perú

Fruta comestible

## Cultivo
Propagado por semillas.